# 越後長沢駅
越後長沢駅（えちごながさわえき）は、かつて新潟県南蒲原郡下田村（現在の三条市荻堀）に存在した日本国有鉄道弥彦線の駅である。同線の終着駅であった。

## 歴史
- 1927年（昭和2年）
  - 7月25日：越後鉄道の駅（一般駅）として開業[1]。
  - 10月1日：国有化され[1]、国有鉄道弥彦線の駅となる[2]。
- 1944年（昭和19年）10月16日：休止[1]。
- 1946年（昭和21年）10月1日：再開[1]。
- 1960年（昭和35年）12月15日：貨物の取扱を廃止[1]。
- 1976年（昭和51年）4月1日：業務委託駅となる[3]。
- 1984年（昭和59年）2月1日：荷物の取扱を廃止[1]。
- 1985年（昭和60年）4月1日：東三条 - 当駅間廃線により廃止[1]。

## 駅構造
単式ホーム1面1線と複数の側線を持つ地上駅。越後鉄道時代からの木造平屋建ての駅舎であった。

## 利用状況
1981年度の1日平均乗車人員は390人である。

## 現在の駅周辺

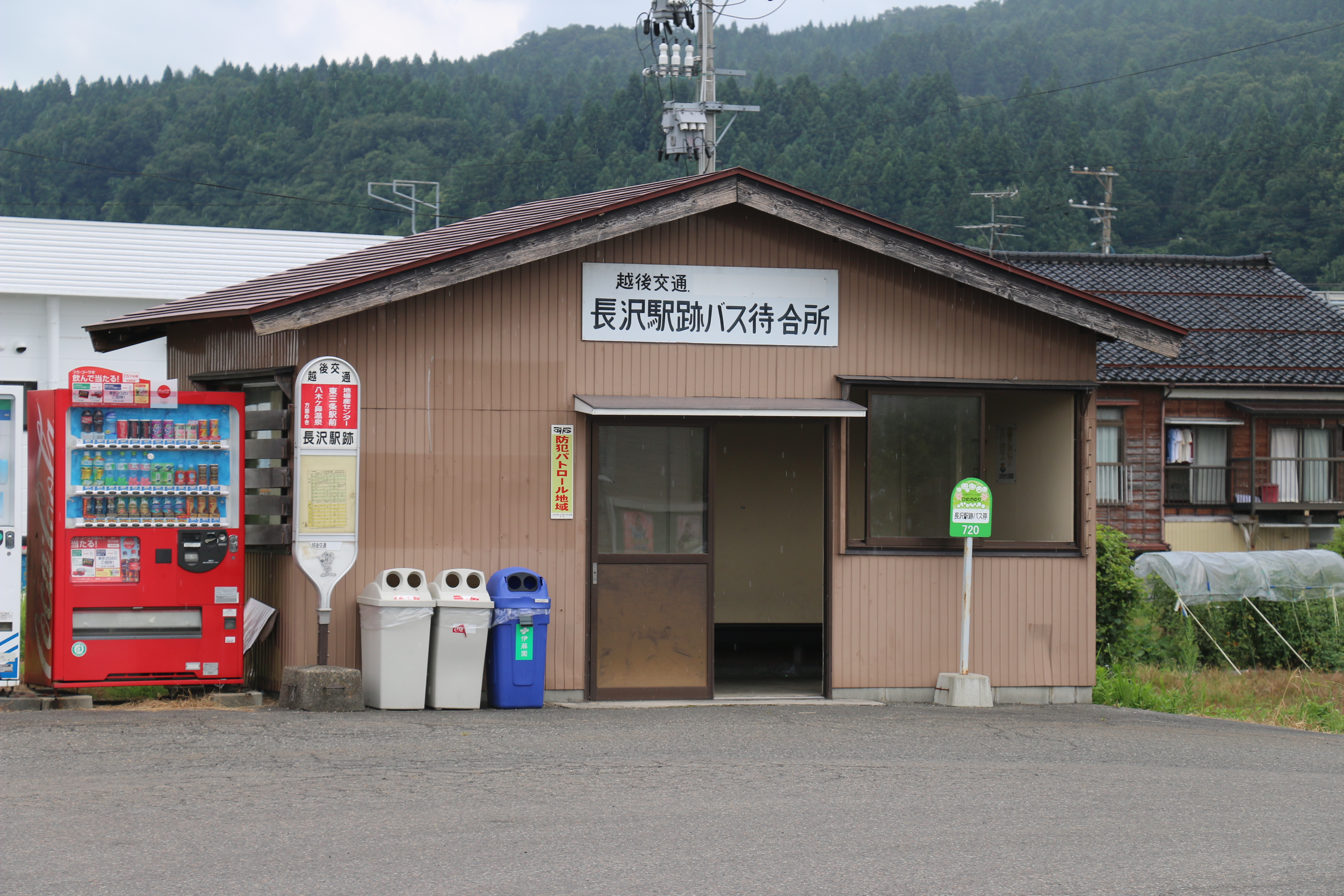
越後交通のバス待合所

周辺は三条市下田地区の中心地である荻堀の集落となっており、旧駅舎はその北西側の端に位置していた。
下田地区内の廃線後の軌道敷は、駅舎跡南側までの間が国道289号のバイパス道路の整備に充てられ、駅舎跡には越後交通のバス待合所とバス車庫が設けられた。なお廃線に際してバス停留所は「長沢駅前」から「長沢駅跡」に改称され、現在に至るまでこの名称を使用している。また下田交番横には「弥彦線 越後長沢駅跡」の石碑が建立されている。
越後交通では以前、長沢駅跡バス停を下田地区内各路線の結節点としていたが、地区内の路線は2011年3月末までに大部分が廃止の上で三条市運営のデマンド交通に転換されている。2022年2月現在、越後交通が下田地区で運行している路線は、東三条駅から長沢駅跡を経由して南東部の森町方面に至る「八木ヶ鼻温泉線」、同路線と一部便が接続する形で当バス停から南へ至る「長沢駅跡＝福沢線」の2路線となっている。
- 三条警察署 下田交番
- ホームセンタームサシ 下田店
- リオン・ドール 下田店

## 隣の駅
日本国有鉄道
弥彦線
大浦駅 - 越後長沢駅